# Gérard Simon (syndicaliste)
Pour les articles homonymes, voir Simon et Gérard Simon.
 (novembre 2017).
Gérard Simon, né le 11 août 1928 à Sainte-Marguerite-sur-Duclair (Seine-Maritime) et mort le 22 août 2019 à Bois-Guillaume, est un professeur, un syndicaliste et un homme politique français.

## Biographie
Ancien étudiant de l'École supérieure de commerce de Rouen puis de l'université de Caen, professeur certifié puis agrégé d'anglais, il est affecté au lycée Fontenelle de Rouen jusqu'en 1964 puis, de 1964 à 1988, au lycée Corneille de Rouen.
En 1977-1978, il participe à la 30e session de l'Institut des hautes études de défense nationale.
De 1964 à 1966, il est secrétaire de la section académique du SNALC de Rouen et vice-président du SNALC. De 1966 à 1980, il est président national du SNALC. Sous sa direction le syndicat a connu une forte progression aux élections professionnelles et une augmentation importante du nombre de ses adhérents. Il a pris position contre mai 68 et le collège unique (1975). Gérard Simon est également conseiller de l'Enseignement général et technique et membre du Conseil supérieur de l'Éducation de 1970 à 1981, membre de la Commission de développement économique régional de Haute-Normandie puis vice-président du Comité économique et social de Haute-Normandie de 1968 à 1978.
Gérard Simon a ensuite été élu conseiller général (Indépendant divers droite) de 1982 à 2004, conseiller régional de Haute-Normandie de 1986 à 1992, président de commission puis vice-président du conseil général de la Seine-Maritime de 2001 à 2004. Il s'est prononcé en faveur de la réunification des deux régions normandes.
Capitaine de frégate de réserve, il est officier de l'Ordre national du Mérite au titre du Ministère de la Défense et a reçu la médaille des services militaires volontaires, échelon argent.